# 65-я стрелковая дивизия
65-я стрелковая дивизия — формирование (соединение, стрелковая дивизия) РККА ВС СССР, до и во время Великой Отечественной войны.
Полное действительное наименование, до 29 декабря 1944 года — 65-я стрелковая Новгородская Краснознамённая ордена Суворова дивизия.
Условное наименование — Войсковая часть полевая почта (в/ч пп) № 07707.
Сокращённое наименование — 65 сд.
Период вхождения в действующую армию: с 14 ноября 1941 года по 9 ноября 1944 года.

## История
65-я территориальная стрелковая дивизия была сформирована в мае 1931 года с дислокацией, в городах Тюмень, Ишим и Камышлов в составе Приволжского военного округа.
В январе 1934 года шесть лыжников дивизии совершили лыжный переход из Тюмени в Москву с рапортом XVII съезду ВКП(б). Лыжники были приняты наркомом К. Е. Ворошиловым, которому они вручили альбом-рапорт об успехах дивизии. Все участники перехода были награждены золотыми часами. А через год этот же переход повторили жёны командиров — «пятёрка дерзких», как их называли тюменцы.
В июле 1935 года дивизия вошла в состав вновь сформированного Уральского военного округа.
Состав 65-й территориальной стрелковой дивизии (в/ч 4302) на 1 июля 1935 года:
- Управление — Тюмень;
- 193-й стрелковый полк — Тюмень;
- 194-й стрелковый полк — Камышлов;
- 195-й стрелковый полк — Ишим;
- 65-й артиллерийский полк — Тюмень;
- 65-й отдельный танковый батальон (с 1.01.1933);
- 65-й отдельный разведывательный батальон;
- 65-й отдельный сапёрный батальон;
- 65-й отдельный батальон связи

Большой популярностью пользовался ансамбль башкирской песни и пляски, организованный в 65-й территориальной стрелковой дивизии, который в 1935 году выступал в Москве перед делегатами VII Всесоюзного съезда Советов.
В 1937—1938 годах 64 человека из командного и начальствующего состава 65-й территориальной стрелковой дивизии подверглось репрессиям, в том числе был арестован, а затем расстрелян командир дивизии — комбриг Г. Ф. Гаврюшенко.
65-я стрелковая Новгородская Краснознамённая ордена Суворова дивизия свою историю ведёт от 193-го стрелкового полка 65-й территориальной стрелковой дивизии, на базе которого сформирована в городе Тюмень в июле 1939 года как 65-я стрелковая дивизия. Основанием для формирования дивизии является директива военного совета Уральского военного округа № Ш/41/00412 от 9 июля 1939 года. В июле—сентябре 1939 года на базе дивизии были сформированы 110-я стрелковая дивизия и 128-я стрелковая дивизия.
С 13 июля по 1 августа 1939 года дивизия была переброшена в Забайкалье, на постоянное место дислокации — северо-восточнее станции Мациевская, где приступила к строительству землянок. 18 сентября 1939 года дивизия была включена в состав 12-го стрелкового корпуса Забайкальского военного округа. 10 октября 1939 года дивизия приступила к увольнению приписного состава и переходу на штат мирного времени № 5/1.
25 января 1940 года на основании директивы штаба Забайкальского военного округа № 19383/1 от 31 декабря 1939 года и приказа 12-го стрелкового корпуса № 003 от 21 января 1940 года дивизия была переформирована в моторизованную. 26 апреля 1940 года дивизия снова была преобразована в стрелковую.
На 22 июня 1941 года года дивизия находилась в Читинской области, станция Мациевская, потом передислоцирована в район Соловьёвск — Отпор. До октября 1941 года дивизия входила в состав войск Забайкальского военного округа (с 15 сентября Забайкальского фронта).
С 20 октября 1941 года отправлялась эшелонами воинскими поездами со станции Даурия, 30 октября 1941 года выгружена в Куйбышеве для проведения там парада 7 ноября 1941 года. Приняв участие в параде, на следующий же день, 8 ноября 1941 года, была вновь погружена в поезда и отправлена через Ярославль, Вологду, Череповец под Тихвин, где 12 ноября выгрузилась на станции Большой Двор и развернулась на юго-восточных подступах к Тихвину. Включена в состав 4-й отдельной армии. До середины ноября 1941 года вела местные бои под Тихвином, с 19.11.1941 года — в наступлении на Тихвин. Овладев пригородами города на юго-востоке, дивизия натолкнулась на мощную оборону 24-26.11.1941 года. С 01.12.1941 по 07.12.1941 года штурмует Тихвин, который освободила 09.12.1941 года. Именно эта дивизия составила основную силу в освобождении города.
За образцовое выполнение боевых заданий командования в ходе боёв на тихвинском направлении и проявленные личным составом доблесть и мужество награждена орденом Красного Знамени (17 декабря 1941).
Продолжив наступление, 10 декабря 1941 года дивизия овладела Липной Горкой, форсировав реку Сясь, заняла Ситомлю, 15 ноября — Ругуй. Затем дивизия заняла станцию Пчёвжа на железной дороге Москва — Ленинград и деревню Бор, в дальнейшем вела тяжёлое наступление на Кириши, перерезала железную дорогу Будогощь — Кириши, вышла на Волхов и частью сил заняла плацдарм на западном берегу реки. Попала в окружение у станции Тигода и деревни Зеленцы, в период с 28.12.1941 года по 07.01.1942 года потеряла более 1500 человек.
В конце января 1942 года была выведена с плацдарма и перемещена южнее, в район станции Гряды, где атаковала вражеский плацдарм на восточном (правом) берегу Волхова. В феврале 1942 года, совершив тридцатикилометровый марш из района Грузино через Гладь, Гряды, Папоротно, Ямно и переправившись через Волхов, сосредоточилась на плацдарме в районе Мясного Бора, в конце февраля 1942 года безуспешно наступала вдоль шоссе и железной дороги на Новгород, до февраля 1942 года вела ожесточённые оборонительные бои в районе Мясного Бора, после чего была выведена на восточный берег Волхова, в марте 1942 года форсировала Волхов в районе деревни Пахотная Горка, захватила плацдарм, но не удержала его. В мае 1942 года в ходе операции по выводу из окружения 2-й ударной армии удерживала коридор выхода из Любанского мешка для 2-й ударной армии, насчитывая в составе 3708 человек, и 30-31.05.1942 года попала под удар вражеской группировки, которая перерезала коридор выхода. Была вновь переброшена на плацдарм в район Спасская Полисть, 03.09.1942 года должна была быть сменена частями 2-й стрелковой дивизии но в момент смены попала под тяжёлый удар вражеских войск.
10.01.1944 года переправилась через Волхов и заняла боевой порядок во втором эшелоне 6-го стрелкового корпуса. Введена в бой поздно вечером 14.01.1944 года на стыке 310-й и 239-й стрелковых дивизий, прорвала оборону противника, наступая на Подберезье, Некохово, расширила фронт прорыва главной полосы обороны противника. Затем, повернув свои части на юго-запад, к 18.01.1944 года отрезала противнику пути отхода из Новгорода на северо-запад и запад. Затем вела наступление на лужском направлении, участвовала в разгроме лужской группировки противника.
В Ленинградско-Новгородской наступательной операции (1944) дивизия во взаимодействии с др. соединениями 59А успешно прорвала глубоко эшелонированную оборону противника, окружила и уничтожила вражескую группировку западнее Новгорода.
21 января 1944 года за отличия в боях под Новгородом удостоена почётного наименования «Новгородской».
В июне 1944 года переброшена на рубеж реки Свирь, где в составе 99-го стрелкового корпуса 7А приняла участие в Свирско-Петрозаводской операции. 19—20 июня 1944 года соединения 99-го корпуса форсировали реку Свирь и, громя арьергарды отступающих финских частей, наступали вдоль южного берега реки Шуя в общем направлении на Лоймолу. 65-я стрелковая дивизия вышла на рубеж Лоймолы, вела ожесточённые бои на высоте Чёрная и была остановлена на рубеже озера Колласъярви. Во время советско-финской войны выражение «Колла не сдаётся» носило знаковый, отчасти пропагандистский характер для финской армии, подобно русским выражениям «За Волгой для нас земли нет» или «Отступать некуда, позади Москва» для советских воинов. Здесь дивизия вела ожесточённые бои вплоть до выхода Финляндии из войны. В 1960-е годы на историко-мемориальном комплексе «Колласъярви» был установлен обелиск павшим воинам 65-й стрелковой дивизии.
К сентябрю 1944 года соединения 99-го стрелкового корпуса вышли на государственную границу с Финляндией, и после окончания с ней боевых действий управление корпуса вместе с 65-й стрелковой дивизией было переброшено в Заполярье в состав 14-й армии.
Перед началом Петсамо-Киркенесской операции соединения корпуса дислоцировались южнее озера Чапр на направлении главного удара армии. 7 октября 1944 года части корпуса перешли в наступление, но противник, используя мощные укрепления на горе Большой Кариквайвишь и на соседних высотах, отбил атаку. Командир корпуса принял решение повторить атаку ночью и к 06:00 8 октября 1944 года соединения корпуса прорвали оборону, продолжили наступление в направлении реки Титовка и форсировали её. 12 октября 1944 года части корпуса участвовали в овладении Луостари и подошли к подступам Петсамо. На Петсамо корпус наступал с юга., с 14 октября 1944 года года в полосе корпуса была введена в бой 7-я гвардейская танковая бригада. После взятия Петсамо 15 октября 1944 года корпусу была поставлена задача нанести удар вдоль дороги Луостари — Ахмалахти и овладеть Ахмалахти. 22 октября 1944 года корпус после подготовительных инженерных работ вышел на дорогу Ахмалахти — Киркенес. 23 октября 1944 года, переправившись на западный берег озера Сальми-Ярви, его части с боями прошли более десяти километров, освободив около 20 норвежских населённых пунктов. К вечеру 24 октября 1944 года части корпуса вышли на подступы к станции Бьерневанн, в 10 километрах от Киркенеса. 25 октября 1944 года соединения корпуса участвовали в форсировании залива Бек-фиорд, после чего вели бои на улицах Киркенеса.
В Киркенесе части 65-й дивизии спасли от взрыва штольню, где скрывалось норвежское население города. Об этих днях был снят советско-норвежский фильм «Под каменным небом».
В ночь на 26 октября 1944 года части корпуса форсировали Ланг-фиорд и овладели норвежскими населёнными пунктами Хебугтен, Ленкосельвен, Бухольм, Стонга, Вейнес, а затем в этот же день приняли участие в освобождении норвежского города Мункельвен, после этого части корпуса преследовали отходившего противника. С 29 октября 1944 года корпус перешёл к обороне по реке Нейден-Эльв, вдоль Ланг-фьорда и Корс-фьорда.
31 октября 1944 года за умелое выполнение боевых задач в сложных условиях Заполярья, героизм и отвагу личного состава дивизия была награждена орденом Суворова 2-й степени.
Приказом Народного комиссара обороны СССР № 0412 от 29 декабря 1944 года, «за проявленный героизм и отвагу, за стойкость, мужество, дисциплину, организованность и умелое выполнение боевых задач» 65-я стрелковая дивизия была преобразована в 102-ю гвардейскую стрелковую дивизию.

## Состав
- управление
- 38-й стрелковый полк
- 60-й стрелковый полк
- 311-й стрелковый полк
- 127-й лёгкий артиллерийский полк
- 172-й гаубичный артиллерийский полк
- Штабная батарея НАД (до 5.10.1939)
- 104-й отдельный батальон связи
- 23-й отдельный разведывательный батальон
- 74-й отдельный сапёрный батальон
- 167-й отдельный противотанковый дивизион (с 8.12.1939 65-й отдельный дивизион противотанковой обороны)
- 371-й отдельный танковый батальон (до 5.10.1939)
- 34-я отдельная зенитная пулемётная батарея (до 5.10.1939)
- 18-я дегазационная рота
- 39-е авиационное звено (до 5.10.1939)
- 37-й отдельный автотранспортный батальон (до 5.10.1939)
- 72-я отдельная ремонтно-восстановительная рота (до 5.10.1939)
- 54-й медико-санитарный батальон
- 42-й дивизионный госпиталь
- 82-й ветеринарный лазарет
- 132-й отдельный стрелковый взвод ОО НКВД (до 5.10.1939)
- 95-й полевой автохлебозавод
- 208-я походная мастерская по ремонту вещевого имущества (до 5.10.1939)
- Артпарковый дивизион (с 5.10.1939)
- Авторота подвоза (с 5.10.1939)
- Военторг (до 5.10.1939)

- управление
- 38-й мотострелковый полк
- 60-й мотострелковый полк
- 127-й моторизованный артиллерийский полк
- 46-й танковый полк
- 104-й моторизованный батальон связи
- 23-й отдельный моторизованный разведывательный батальон
- 74-й отдельный моторизованный лёгкий инженерный батальон
- 350-й отдельный зенитный батальон
- 167-й отдельный дивизион противотанковой обороны
- Артпарковый дивизион
- 54-й медико-санитарный батальон
- 95-й отдельный полевой хлебозавод
- 72-й отдельный ремонтно-восстановительный батальон
- 37-й отдельный автотремонтный батальон
- Дивизионная артиллерийская ремонтная мастерская
- Взвод регулирования

- управление
- 38-й стрелковый полк
- 60-й стрелковый полк
- 311-й стрелковый полк
- 127-й (лёгкий) артиллерийский полк (с 24.01.1942 6-й гвардейский артиллерийский Краснознамённый полк)
- 172-й гаубичный артиллерийский полк (до 28.01.1942)
- 167-й отдельный истребительно-противотанковый дивизион
- 367-я зенитная батарея (350-й отдельный зенитный артиллерийский дивизион)
- 23-я отдельная разведывательная рота (23-й отдельный разведывательный батальон)
- 256-й отдельный лыжный батальон (с 13.10.1942 по 10.04.1943)
- 74-й отдельный сапёрный батальон
- 104-й отдельный батальон связи (782-я отдельная рота связи)
- 54-й медико-санитарный батальон
- 210-я отдельная рота химической защиты
- 230-я автотранспортная рота
- 163-я полевая хлебопекарня (95-й полевой автохлебозавод)
- 199-й дивизионный ветеринарный лазарет
- 41-я дивизионная артиллерийская ремонтная мастерская
- 98-я полевая почтовая станция
- 281-я полевая касса Госбанка[1]
- 630-й автотранспортный батальон
- Штабная батарея НАД
- 52-й взвод регулирования
- 208-я походная мастерская по ремонту вещевого имущества
- Отдельный 120-мм миномётный дивизион (с 20.10.1941)

## В составе
| Подчинение      | Подчинение                  | Подчинение          | Подчинение             | Подчинение                                     |
| Дата            | Фронт (округ)               | Армия               | Корпус                 | Примечания                                     |
| --------------- | --------------------------- | ------------------- | ---------------------- | ---------------------------------------------- |
| 22.06.1941 года | Забайкальский военный округ | -                   | 12-й стрелковый корпус | -                                              |
| 01.07.1941 года | Забайкальский военный округ | -                   | 12-й стрелковый корпус | -                                              |
| 10.07.1941 года | Забайкальский военный округ | -                   | 12-й стрелковый корпус | -                                              |
| 01.08.1941 года | Забайкальский военный округ | 36-я армия          | -                      | -                                              |
| 01.09.1941 года | Забайкальский военный округ | 36-я армия          | -                      | -                                              |
| 01.10.1941 года | Забайкальский военный округ | 36-я армия          | -                      | -                                              |
| 01.11.1941 года | Резерв Ставки ВГК           | -                   | -                      | -                                              |
| 01.12.1941 года | -                           | 4-я отдельная армия | -                      | -                                              |
| 01.01.1942 года | Волховский фронт            | 4-я армия           | -                      | -                                              |
| 01.02.1942 года | Волховский фронт            | 4-я армия           | -                      | -                                              |
| 01.03.1942 года | Волховский фронт            | 52-я армия          | -                      | -                                              |
| 01.04.1942 года | Волховский фронт            | 52-я армия          | -                      | -                                              |
| 01.05.1942 года | Ленинградский фронт         | 52-я армия          | -                      | в составе Группы войск Волховского направления |
| 01.06.1942 года | Ленинградский фронт         | 52-я армия          | -                      | в составе Волховской группы войск              |
| 01.07.1942 года | Волховский фронт            | 52-я армия          | -                      | -                                              |
| 01.08.1942 года | Волховский фронт            | 52-я армия          | -                      | -                                              |
| 01.09.1942 года | Волховский фронт            | 52-я армия          | -                      | -                                              |
| 01.10.1942 года | Волховский фронт            | 52-я армия          | -                      | -                                              |
| 01.11.1942 года | Волховский фронт            | 52-я армия          | -                      | -                                              |
| 01.12.1942 года | Волховский фронт            | 52-я армия          | -                      | -                                              |
| 01.01.1943 года | Волховский фронт            | 52-я армия          | -                      | -                                              |
| 01.02.1943 года | Волховский фронт            | 52-я армия          | -                      | -                                              |
| 01.03.1943 года | Волховский фронт            | 52-я армия          | -                      | -                                              |
| 01.04.1943 года | Волховский фронт            | -                   | -                      | -                                              |
| 01.05.1943 года | Волховский фронт            | 59-я армия          | -                      | -                                              |
| 01.06.1943 года | Волховский фронт            | 59-я армия          | -                      | -                                              |
| 01.07.1943 года | Волховский фронт            | 59-я армия          | -                      | -                                              |
| 01.08.1943 года | Волховский фронт            | 59-я армия          | -                      | -                                              |
| 01.09.1943 года | Волховский фронт            | 59-я армия          | 14-й стрелковый корпус | -                                              |
| 01.10.1943 года | Волховский фронт            | 59-я армия          | 14-й стрелковый корпус | -                                              |
| 01.11.1943 года | Волховский фронт            | 59-я армия          | 14-й стрелковый корпус | -                                              |
| 01.12.1943 года | Волховский фронт            | 59-я армия          | 6-й стрелковый корпус  | -                                              |
| 01.01.1944 года | Волховский фронт            | 59-я армия          | 6-й стрелковый корпус  | -                                              |
| 01.02.1944 года | Волховский фронт            | 59-я армия          | 6-й стрелковый корпус  |                                                |
| 01.03.1944 года | Ленинградский фронт         | 67-я армия          | 7-й стрелковый корпус  | -                                              |
| 01.04.1944 года | Ленинградский фронт         | 54-я армия          | 7-й стрелковый корпус  | -                                              |
| 01.05.1944 года | 3-й Прибалтийский фронт     | -                   | 99-й стрелковый корпус | -                                              |
| 01.06.1944 года | 3-й Прибалтийский фронт     | -                   | 99-й стрелковый корпус | -                                              |
| 01.07.1944 года | Карельский фронт            | 7-я армия           | 99-й стрелковый корпус | -                                              |
| 01.08.1944 года | Карельский фронт            | 7-я армия           | 99-й стрелковый корпус | -                                              |
| 01.09.1944 года | Карельский фронт            | 7-я армия           | 99-й стрелковый корпус | -                                              |
| 01.10.1944 года | Карельский фронт            | 14-я армия          | 99-й стрелковый корпус | -                                              |
| 01.11.1944 года | Карельский фронт            | 14-я армия          | 99-й стрелковый корпус | -                                              |
| 01.12.1944 года | Резерв Ставки ВГК           | 19-я армия          | 99-й стрелковый корпус |                                                |

## Командование дивизии

### Командиры дивизии
- Глухов, Михаил Иванович (05.1931 — 03.1932)[2];
- Гаврюшенко, Григорий Фёдорович (03.1932 — 19.03.1937), с 26.11.1935 комбриг[13] (арестован и расстрелян);
- Карманов, Иван Петрович (09.1937 — 08.1939);
- Кошевой, Пётр Кириллович (11.03.1940 — 22.04.1942), полковник;
- Николаевский, Василий Яковлевич (23.04.1942 — 21.05.1942), полковник;
- Кошевой, Пётр Кириллович (22.05.1942 — 10.08.1942), полковник;
- Николаевский Василий Яковлевич (11.08.1942 — 30.04.1943), полковник;
- Калиновский, Григорий Евстафьевич (01.05.1943 — 17.12.1944), полковник, с ноября 1944 генерал-майор;
- Храмцов, Сергей Иванович (18.12.1944 — 29.12.1944), полковник[14]

### Военные комиссары (с 9.10.1942 заместители командира дивизии по политической части)
- Кондратьев (1938), полковой комиссар[15];
- Рачкевич Павел Акимович (19.06.1940 — 31.08.1941), полковой комиссар;
- Тумаков Алексей Зиновьевич (31.08.1941 — 15.01.1942), полковой комиссар;
- Кица Пётр Николаевич (15.01.1942 — 11.02.1942), батальонный комиссар;
- Бовкун Александр Иванович (11.02.1942 — 16.06.1943), старший батальонный комиссар, с 30.11.1942 подполковник[16]

### Начальники штаба дивизии
- Гузынин Константин Владимирович (— 22.06.1937), майор (арестован и расстрелян)[17];

### Начальники политотдела, с 16.06.1943 он же заместитель командира по политической части
- Миловидов Александр Гаврилович (1936), бригадный комиссар (репрессирован);
- Мамлеев Якуб Имамович ( — 07.01.1938), полковой комиссар (арестован и расстрелян)[18];
- Захаров Пётр Захарович (14.08.1940 — 19.07.1941), батальонный комиссар;
- Филиштинский Демьян Михайлович (30.07.1941 — 19.12.1941), батальонный комиссар;
- Поздняков Иван Петрович (20.12.1941 — 11.10.1942), батальонный комиссар с 25.05.1942 старший батальонный комиссар;
- Нагорный Борис Андреевич (10.11.1942 — 16.06.1943), батальонный комиссар, с 28.10.1942 майор, с 3.04.1943 подполковник;
- Бовкун Александр Иванович (16.06.1943 — 17.11.1943), подполковник, с 10.08.1943 полковник;
- Пекленков Александр Фёдорович (17.11.1943 — 29.12.1944), подполковник[16]

## Награды и наименования
| Награда (наименование)               | Дата награждения                                                             | За что награждена |
| ------------------------------------ | ---------------------------------------------------------------------------- | --- |
| Почётное наименование «Новгородская» | присвоено приказом Верховного главнокомандующего № 09 от 21 января 1944 года | за отличие в боях с немецкими захватчиками, за освобождение города Новгород                                                                                      |
| Орден Красного Знамени               | награждена указом Президиума Верховного Совета СССР от 17 декабря 1941 года  | за образцовое выполнение боевых заданий командования на фронте борьбы с немецкими захватчиками и проявленные при этом доблесть и мужество                        |
| Орден Суворова II степени            | награждена указом Президиума Верховного Совета СССР от 31 октября 1944 года  | за образцовое выполнение заданий командования в боях с немецкими захватчиками, за овладение городом Петсамо (Печенга) и проявленные при этом доблесть и мужество |

Награды частей дивизии:
- 6-й гвардейский артиллерийский Краснознамённый[22] полк (При награждении имел наименование «127-й лёгкий артиллерийский полк»).

## Отличившиеся воины дивизии
| Награда | Ф. И. О.                     | Должность                                                                                              | Звание                | Дата награждения                              | Примечания |
| ------- | ---------------------------- | --- | --------------------- | --------------------------------------------- | ---------- |
|         | Васильев, Тимофей Петрович   | командир стрелкового отделения 3-й стрелковой роты 1-го стрелкового батальона 311-го стрелкового полка | Младший сержант       | 24.03.1945                                    |            |
|         | Закоркин, Николай Степанович | командир стрелкового отделения 3-й стрелковой роты 60-го стрелкового полка                             | Старший сержант       | 24.03.1945                                    |            |
|         | Маннанов, Ильдар Маннанович  | орудийный номер (заряжающий) 127-го артиллерийского полка                                              | Красноармеец          | 17.12.1941                                    |            |
|         | Харчиков, Михаил Борисович   | командир 6-й стрелковой роты 60-го стрелкового полка                                                   | Капитан Красной Армии | 24.03.1945                                    |            |
|         | Заев, Александр Алексеевич   | заместитель командира отделения 2-й стрелковой роты 60-го стрелкового полка.                           |                       | 24.03.1945 25.08.1944 21.08.1944              |            |
|         | Гуртовой, Николай Павлович   | разведчик 107-й отдельной гвардейской разведывательной роты.                                           | Ефрейтор              | перенаграждён 1.10.1968 24.11.1944 17.10.1944 |            |

## Память
- Обелиск на высоте Чёрная, 30-й километр шоссе Суоярви — Лоймола.

- Школьный музей школы № 22 города Новгорода
- город Тихвин «Мемориальная доска проезд Кошевого Петра Кирилловича»
- город Тихвин, проезд Кошевого; Мемориал «Проезд Кошевого»